# Емендинген
Емендинген (на немски: Emmendingen) е град в провинция Баден-Вюртемберг, Германия с 26 122 жители (към 31 декември 2012), на около 14 км северно от Фрайбург в Брайзгау.
Градът е споменат за пръв път през 1091 г. От ок. 1212 г. е резиденция на Маркграфство Баден-Хахберг.